# 西中節也
西中 節也（にしなか せつや、1960年1月17日 - ）は、日本の俳優である。兵庫県芦屋市出身。血液型はAB型。悪役商会所属。

## 出演

### テレビドラマ
- 往診ドクターの事件カルテ 第2話 （1992年10月20日、テレビ朝日）
- 特命!刑事どん亀 第1話 （2006年4月10日、TBSテレビ）
- タンブリング 第1話 （2010年4月17日、TBSテレビ）

### その他のテレビ番組
- 美の壺 正月特番 「新春“邸宅スペシャル”」（2013年1月1日、NHK）

### 映画
- 蒲田行進曲（1982年）
- BROTHER（2001年） - ヒットマン 役